# Neoplan
Neoplan Bus GmbH je německá automobilová společnost, která vyrábí autobusy a trolejbusy. V roce 2001 se stala dceřinou společností MAN.

## Historie

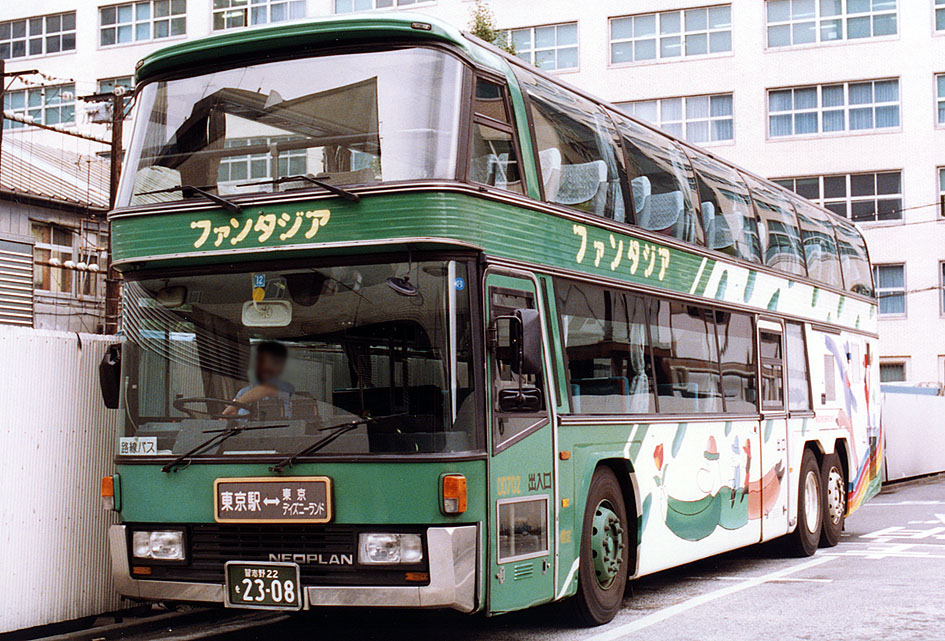
původní Neoplan Skyliner

Společnost založil Gottlob Auwärter ve Stuttgartu v roce 1935. V této době vyráběly karoserie pro podvozky autobusů a nákladních vozidel.
V roce 2001 Neoplan koupila společnost MAN Nutzfahrzeuge AG, čímž vznikla společnost Neoplan Bus GmbH.
Po roce 2000 byla výroba zefektivněna, přesto došlo k výraznému poklesu produkce. Neoplan pod vedením MAN v roce 2005 vyrobil jen necelých 900 vozů.

## Modely

### Současné
- Cityliner
- Electroliner (trolejbus)
- Neoplan Airliner (letištní autobus)
- Skyliner
- Tourliner

### Bývalé
- Centroliner
- Typ Hamburg
- Megaliner
- Jumbocruiser
- Cityliner
- Jetliner
- Spaceliner
- Skyliner 67
- Metroliner
- Starliner C/L
- Transliner
- Trendliner
- Tropicliner
- Euroliner
- Megashuttle